# کتری هلنا
کتری هلنا (به انگلیسی: Katri Helena) (زاده ۱۷ اوت ۱۹۴۵) خواننده فنلاندی است.
او نماینده فنلاند در مسابقه آواز یوروویژن ۱۹۹۳ بود.